# Azilia marmorata
Azilia marmorata là một loài nhện trong họ Tetragnathidae.
Loài này thuộc chi Azilia. Azilia marmorata được Cândido Firmino de Mello-Leitão miêu tả năm 1948.